# New Mexico Ice Wolves
New Mexico Ice Wolves är ett amerikanskt juniorishockeylag som spelar i North American Hockey League (NAHL) sedan säsongen 2019–2020. De spelar sina hemmamatcher i sin privatägda inomhusarena Outpost Ice Arena i Albuquerque i New Mexico. Ice Wolves har inte vunnit någon Robertson Cup, som delas ut till det lag som vinner NAHL:s slutspel.
Laget har ännu inte hunnit fostrat någon nämnvärd spelare.